# Стаднік Юрій Володимирович
Ю́рій Володи́мирович Ста́днік — старший прапорщик служби цивільного захисту Державної служби України з надзвичайних ситуацій, учасник російсько-української війни, що загинув у ході російського вторгнення в Україну в 2022 році.

## Життєпис
Юрій Стаднік народився 12 квітня 1980 року в селі Павловський Карасуського району Кустанайської області Казахської РСР. Обіймав посаду водія — сапера відділення піротехнічних робіт групи піротехнічних робіт частини гуманітарного розмінування служби цивільного захисту Міжрегіонального центру гуманітарного розмінування та швидкого реагування Державної служби України з надзвичайних ситуацій, що розміщується на території Нововодолазькій селищній раді Харківської області. З початком повномасштабного російського вторгнення в Україну разом з колегами брав участь у зборі, вилученні та ліквідації вибухонебезпечних предметів та снарядів, які залишились після ворожих обстрілів. Загинув 16 квітня 2022 року під час чергового бомбардування м. Харкова, вчиненого військами РФ. Тоді ж загинули сапери частини гуманітарного розмінування майор Андрій Кошурко та прапорщик Олег Герасимов.

## Нагороди
- Орден «За мужність» III ступеня (2022, посмертно) — за особисту мужність і самовіддані дії, виявлені у захисті державного суверенітету та територіальної цілісності України, вірність військовій присязі[5].